# Astragalus datunensis
Astragalus datunensis är en ärtväxtart som beskrevs av Y.C.Ho. Astragalus datunensis ingår i släktet vedlar, och familjen ärtväxter. Inga underarter finns listade i Catalogue of Life.